# Чэньси
Чэньси́ (кит. упр. 辰溪, пиньинь Chénxī) — уезд городского округа Хуайхуа провинции Хунань (КНР). Название уезда происходит от реки Чэньшуй.

## История
После основания империи Хань здесь в 205 году до н.э. был создан уезд Чэньлин (辰陵县). В 201 году до н.э. он был переименован в Чэньян (辰阳县). Во времена империи Лян в 511 году он получил название Цзяньчан (建昌县), но при империи Чэнь ему было в 575 году возвращено название Чэньян. После того, как империя Чэнь объединила все китайские земли и сменила название на Суй, уезд был переименован в Чэньси.
После образования КНР в 1949 году был создан Специальный район Юаньлин (沅陵专区), и уезд вошёл в его состав. 2 сентября 1952 года Специальный район Юаньлин был расформирован, и уезд вошёл в состав нового Специального района Чжицзян (芷江专区), который уже 13 ноября был переименован в Специальный район Цяньян (黔阳专区). В 1970 году Специальный район Цяньян был переименован в Округ Цяньян (黔阳地区).
Постановлением Госсовета КНР от 30 июня 1981 года Округ Цяньян был переименован в Округ Хуайхуа (怀化地区).
Постановлением Госсовета КНР от 29 ноября 1997 года были расформированы округ Хуайхуа был преобразован в городской округ.

## Административное деление
Уезд делится на 9 посёлков, 9 волостей и 5 национальных волостей.